# Beatrice (Alabama)
Beatrice ist eine Ortschaft im Monroe County im US-amerikanischen Bundesstaat Alabama. Der Ort hat eine Gesamtfläche von 3,5 km2. Zur Volkszählung 2010 sank die Einwohnerzahl auf 301,  nach 412 Einwohnern im Jahr 2000.

## Geographie
Beatrice liegt im Südwesten Alabamas im Süden der Vereinigten Staaten.
Nahegelegene Orte sind unter anderem Vredenburgh (11 km nordwestlich), Monroeville (22 km südlich), Oak Hill (23 km nordöstlich) und Pine Apple (24 km nordöstlich). Die nächste größere Stadt ist mit 205.000 Einwohnern die etwa 95 Kilometer nordöstlich entfernt gelegene Hauptstadt Alabamas, Montgomery.

## Geschichte
Beatrice wurde 1899 von der Louisville and Nashville Railroad als Halt auf der Strecke zwischen Pine Apple und Repton errichtet. Sie wurde benannt nach der Enkeltochter des Projektleiters. Das dafür benötigte Land wurde von einer lokal ansässigen Familie gespendet. Die Stadt entwickelte sich als Frachtzentrum, vor allem für Baumwollprodukte der umgebenden Farmen. Die erste Bank eröffnete 1907.

## Verkehr
Auf gemeinsamer Trasse durchlaufen die Alabama State Route 21 und die Alabama State Route 47 die Stadt von Süden in Richtung Osten. Im Zentrum der Stadt befindet sich das südliche Ende der Alabama State Route 265. Etwa 30 Kilometer südwestlich besteht Anschluss an den U.S. Highway 84, etwa 40 Kilometer östlich an den Interstate 65.
Etwa 28 Kilometer nordwestlich befindet sich der Camden Municipal Airport, 30 Kilometer südwestlich der Monroe County Airport, 50 Kilometer westlich der Grove Hill Municipal Airport und 55 Kilometer nordöstlich der Mac Crenshaw Memorial Airport.

## Demographie
Zum Zeitpunkt des United States Census 2000 bewohnten Beatrice 412 Personen. Die Bevölkerungsdichte betrug 117,8 Personen pro km2. Es gab 203 Wohneinheiten, durchschnittlich 58,1 pro km2. Die Bevölkerung in Beatrice bestand zu 26,94 % aus Weißen, 72,57 % Schwarzen oder African American, 0,24 % Native American, 0 % Asian, 0,24 % Pacific Islander, 0 % gaben an, anderen Rassen anzugehören und 0 % nannten zwei oder mehr Rassen. 0,49 % der Bevölkerung erklärten, Hispanos oder Latinos jeglicher Rasse zu sein.
Die Bewohner Beatrices verteilten sich auf 158 Haushalte, von denen in 32,9 % Kinder unter 18 Jahren lebten. 36,1 % der Haushalte stellten Verheiratete, 25,3 % hatten einen weiblichen Haushaltsvorstand ohne Ehemann und 32,3 % bildeten keine Familien. 29,7 % der Haushalte bestanden aus Einzelpersonen und in 18,4 % aller Haushalte lebte jemand im Alter von 65 Jahren oder mehr alleine. Die durchschnittliche Haushaltsgröße betrug 2,61 und die durchschnittliche Familiengröße 3,17 Personen.
Die Bevölkerung verteilte sich auf 28,9 % Minderjährige, 9,7 % 18–24-Jährige, 20,6 % 25–44-Jährige, 21,4 % 45–64-Jährige und 19,4 % im Alter von 65 Jahren oder mehr. Der Median des Alters betrug 38 Jahre. Auf jeweils 100 Frauen entfielen 89,0 Männer. Bei den über 18-Jährigen entfielen auf 100 Frauen 84,3 Männer.
Das mittlere Haushaltseinkommen in Beatrice betrug 15.833 US-Dollar und das mittlere Familieneinkommen erreichte die Höhe von 15.625 US-Dollar. Das Durchschnittseinkommen der Männer betrug 30.417 US-Dollar, gegenüber 15.469 US-Dollar bei den Frauen. Das Pro-Kopf-Einkommen belief sich auf 8661 US-Dollar. 44,4 % der Bevölkerung und 39,6 % der Familien hatten ein Einkommen unterhalb der Armutsgrenze, davon waren 54,5 % der Minderjährigen und 29,2 % der Altersgruppe 65 Jahre und mehr betroffen.

## National Register of Historic Places
In das National Register of Historic Places sind folgende Bauten in Beatrice eingetragen (Stand 30. Januar 2020):
| ID-Nummer | Bezeichnung             | Adresse                                  | MPS-Name | Eintrag am |
| 05000646  | New Hope Baptist Church | Etwa 4 mi. abseits der Monroe Cty Rd. 50 |          | 20050707   |
| 87000858  | Robbins Hotel           | An der Alabama State Route 265           |          | 19870826   |

## Persönlichkeiten
- Butch Avinger (1928–2008), Spieler in der NFL, wurde hier geboren
- Thad McClammy (* 1942), Politiker, wurde hier geboren
- John Drew (* 1954), Spieler in der NBA für die Atlanta Hawks, besuchte die J. F. Shields Highschool